# Judi Evans Luciano
Pour les articles homonymes, voir Luciano.
Judi Evans Luciano est une actrice américaine née le 12 juillet 1964 à Montebello, Californie (États-Unis).

## Filmographie
- 1984 : The Party Animal
- 1986 : Dreams of Gold: The Mel Fisher Story (TV) : Penelope Cabot
- 1965 : Des jours et des vies ("Days of Our Lives") (série TV) : Adrienne Johnson Kiriakis (1987-1993) / Bonnie Lockhart (2003-)
- 1964 : Another World (série TV) : Paulina Cory McKinnon Carlino #2 (1991-1999)
- 2000 : Getting Away with Murder: The JonBenet Ramsey Mystery (TV) : Patsy Ramsey